# Parlavà
Parlavà (em catalão e oficialmente), Parlabá ou Parlaba (em castelhano) é um município da Espanha na comarca de Baix Empordà, província de Girona, comunidade autónoma da Catalunha. Tem 6,14 km² de área e em 2021 tinha 413 habitantes (densidade: 67,3 hab./km²).

## Demografia
| Variação demográfica do município entre 1991 e 2004[carece de fontes?] | Variação demográfica do município entre 1991 e 2004[carece de fontes?] | Variação demográfica do município entre 1991 e 2004[carece de fontes?] | Variação demográfica do município entre 1991 e 2004[carece de fontes?] |
| ---------------------------------------------------------------------- | ---------------------------------------------------------------------- | ---------------------------------------------------------------------- | ---------------------------------------------------------------------- |
| 1991                                                                   | 1996                                                                   | 2001                                                                   | 2004                                                                   |
| 335                                                                    | 337                                                                    | 356                                                                    | 349                                                                    |